# Qantas Airways
Qantas Airways Limited (ˈkwɔntəs) ist die nationale Fluggesellschaft Australiens mit Sitz in Mascot, New South Wales (Vorort von Sydney) und Basis auf dem Sydney/Kingsford Smith International Airport. Sie ist Mitglied der Luftfahrtallianz oneworld und im S&P/ASX 50 gelistet.

## Geschichte
Qantas wurde 1920 gegründet und ist nach der niederländischen KLM und der kolumbianischen Avianca die drittälteste noch existierende Fluggesellschaft der Welt. Zudem ist sie nach der Avianca die zweitälteste ununterbrochen tätige Fluggesellschaft überhaupt.

### Anfänge

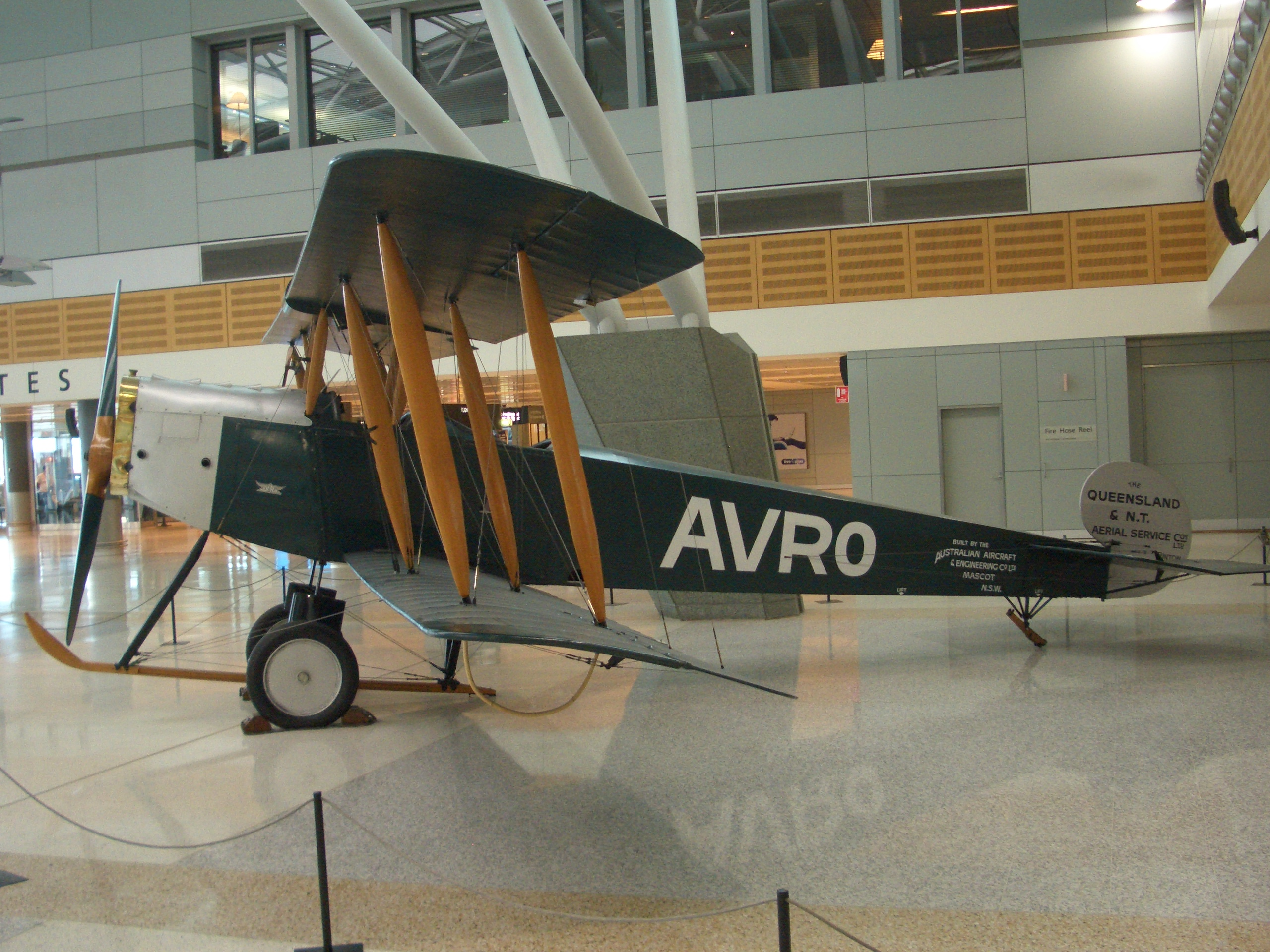
Replika der ersten Qantas-Maschine von 1920, eine Avro 504K

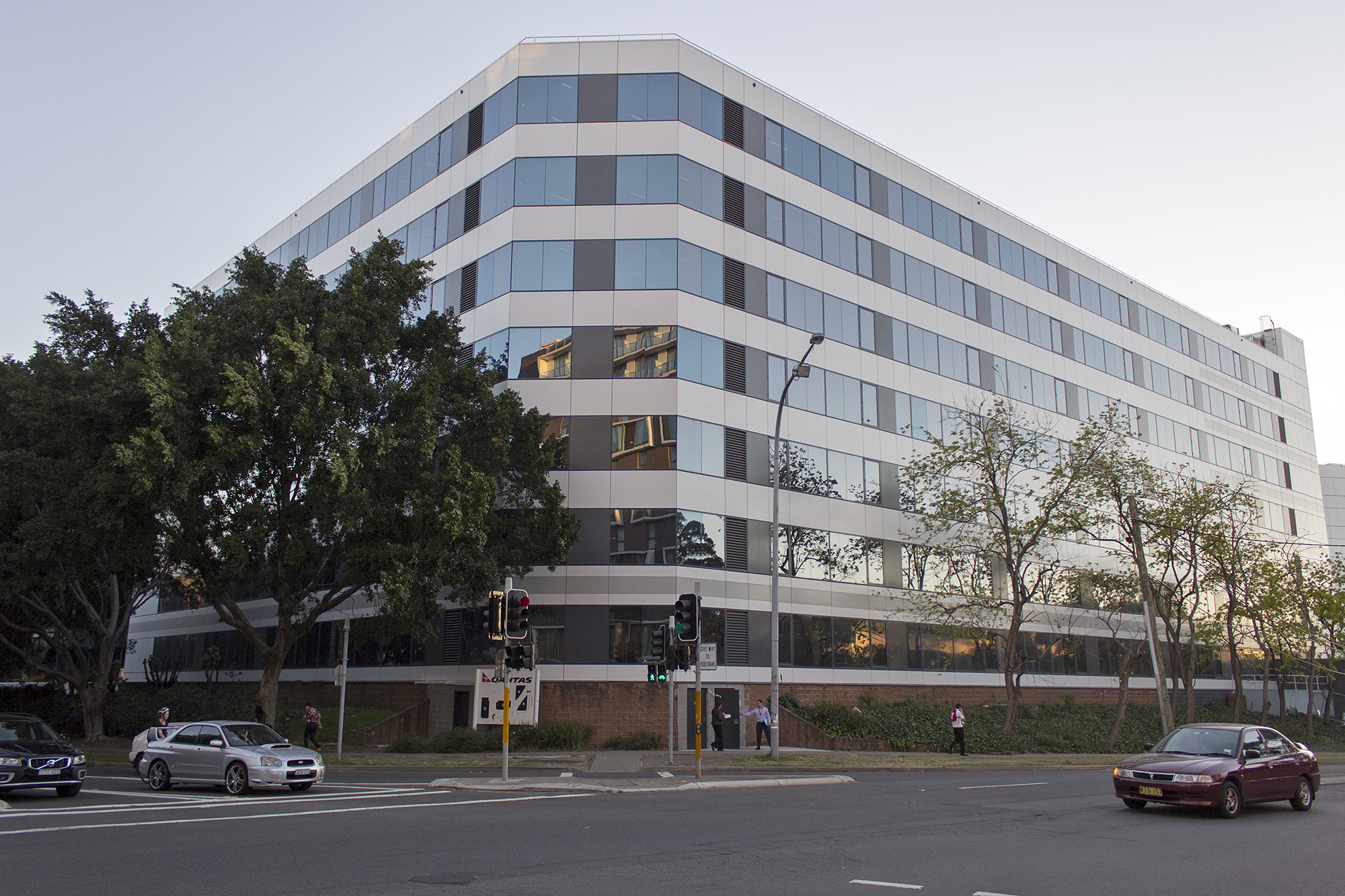
Sitz von Qantas Airways

Die Queensland and Northern Territory Aerial Services (Q.A.N.T.A.S.) wurde am 16. November 1920 in Winton/Queensland von den Piloten Hudson Fysh und Paul McGinness sowie den wohlhabenden Viehzüchtern Fergus McMasters, Ainslie Templeton und Alan Campbell gegründet.
Als erste Flugzeuge waren zwei Avro 504K geplant. Die Investoren wurden von den Piloten dazu bewegt, auch ein Exemplar des Dreideckers Avro 547 zu ordern, der vier Personen in einer geschlossenen Kabine transportieren konnte – eines der 504K-Flugzeuge wurde daraufhin abbestellt. Ein ausgemustertes Militärflugzeug, eine B.E.2e, bildete schließlich gemeinsam mit der 504K-Maschine den Grundstock des Unternehmens; der erste Flug fand am 31. Januar 1921 statt. Schon im selben Jahr wurde der Firmensitz von Winton gut 180 km südöstlich nach Longreach verlegt, wo er acht Jahre lang bleiben sollte.
Auf Betreiben des einflussreichsten Investors McMasters wurde Q.A.N.T.A.S. nicht nur als Charterfluggesellschaft und vornehmlich für Show- und Vergnügungszwecke konzipiert, wie zahlreiche andere kleine Fluggesellschaften der Zeit. McMasters hatte vielmehr die Idee von regelmäßigen Fracht- und Postflügen und warb bei Regionalpolitikern dafür, auch reguläre Passagierflüge im Outback finanziell zu unterstützen. Dies führte dazu, dass Q.A.N.T.A.S. 1922 nach einem erfolgreichen Gebot zwischen den Städten Charleville und Cloncurry die zweite regelmäßig operierende Fluglinie Australiens einrichten durfte. Der erste Passagier war am 2. November 1922 der 84-jährige Alexander Kennedy. Weitere Dienstleistungen, die das junge Unternehmen im strukturschwachen nördlichen Queensland anbot, umfassten Beobachtungs- und Zählungsflüge für Besitzer großer Viehherden und den Transport von Ärzten zu Patienten. Pilot Fysh machte bereits 1921 Bekanntschaft mit John Flynn, der 1928 in Zusammenarbeit mit Qantas den Aerial Medical Service als dauerhafte Organisation einrichtete. 1923 löste Fysh Campbell als Geschäftsführer (Managing Director) von Q.A.N.T.A.S. ab.

### Luftpostroute nach England

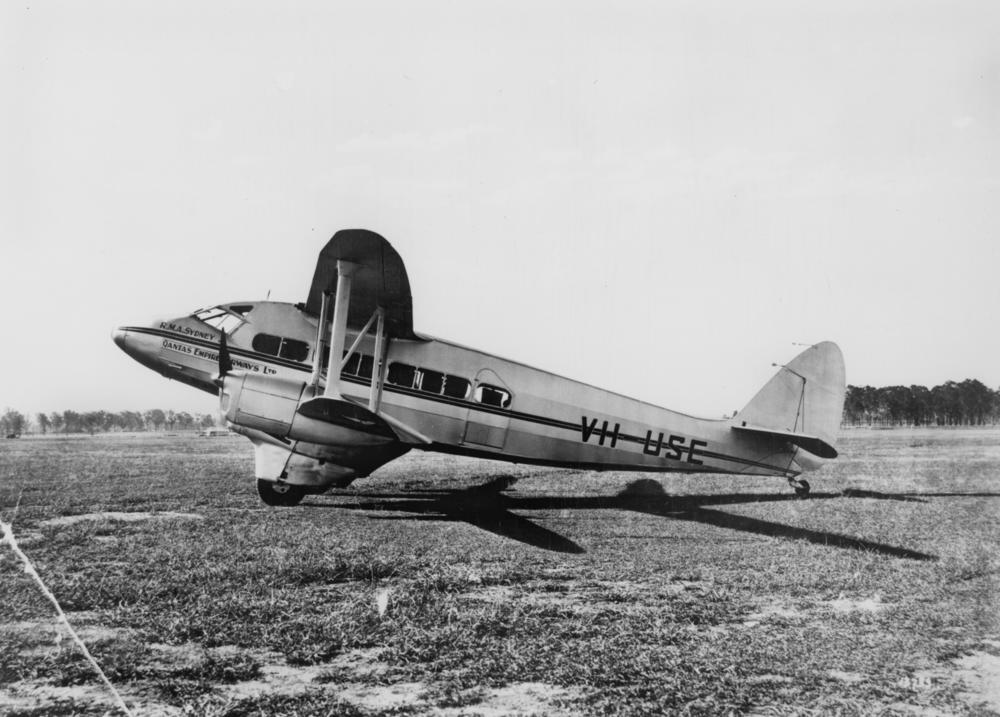
De Havilland DH.86 Express der Qantas im Jahr 1940

1929 bewarben sich Q.A.N.T.A.S. und drei weitere Firmen um die geplante internationale Luftpost-Beförderung zwischen Australien und Singapur, von wo aus Imperial Airways die Post nach London weiterbefördern sollte. Dies sollte die erste regelmäßige Flugverbindung des Britischen Empire von Australien über Britisch-Indien und Ägypten nach London ermöglichen. Im Zuge der Bewerbung verlegte man 1929 den Unternehmenssitz von Longreach nach Brisbane, und Q.A.N.T.A.S. als erfolgreichster Bieter führte 1931 bis 1933 Probeflüge durch. Der Vertrag mit Imperial Airways wurde am 18. Januar 1934 geschlossen; Q.A.N.T.A.S. und Imperial Airways gründeten gemeinsam ein neues Unternehmen mit Namen Qantas Empire Airways, das bald zum Mutterkonzern von Q.A.N.T.A.S. werden sollte. McMasters wurde Vorstandsvorsitzender von Qantas, Fysh blieb Geschäftsführer.
Der Zweite Weltkrieg setzte Qantas wegen seiner Spezialisierung auf internationale und regionale Flüge in Nordaustralien stark zu: Darwin wurde 1942 von den Japanern bombardiert und in der Schlacht um Singapur wurde die Hälfte der Qantas-Flotte zerstört. Zudem wurden die meisten Maschinen für Transport- und Versorgungsflüge des Militärs benötigt, vor allem in Neuguinea. 1943 konnte Qantas Empire Airways allerdings die Route ins restliche Commonwealth wieder anbieten: Anstatt über das nach wie vor japanisch besetzte Südostasien zu fliegen, führte die Verbindung nun von Perth nach Colombo. Diese Non-Stop-Flüge dauerten 27 Stunden und stellten damit einen Langzeitrekord für regelmäßige Passagierrouten dar.
Im Juni 1945 flog die Gesellschaft zum ersten Mal mit Avro Lancastrian zum britischen Flughafen Hurn bei Bournemouth, da die Londoner Flughäfen kriegsbedingt noch geschlossen waren. Die Flugverbindung zwischen Sydney und London-Heathrow hat noch heute die Flugnummer QF 1; die Route ist als „Kangaroo-Route“ bekannt.

### Verstaatlichung

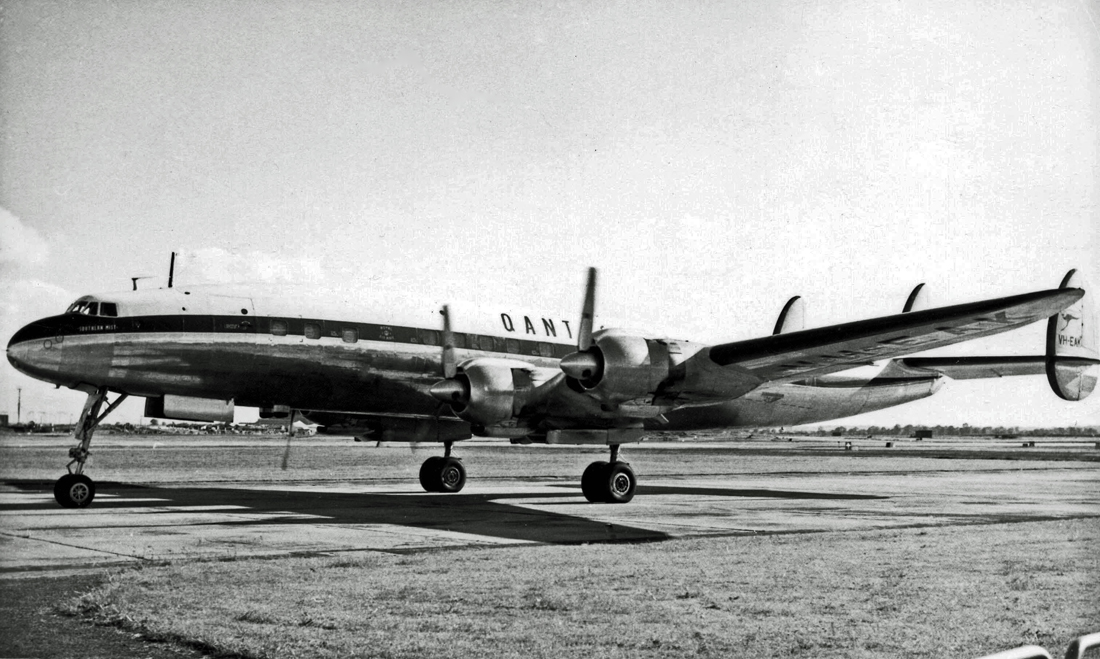
Lockheed Super Constellation der Qantas im Jahr 1955

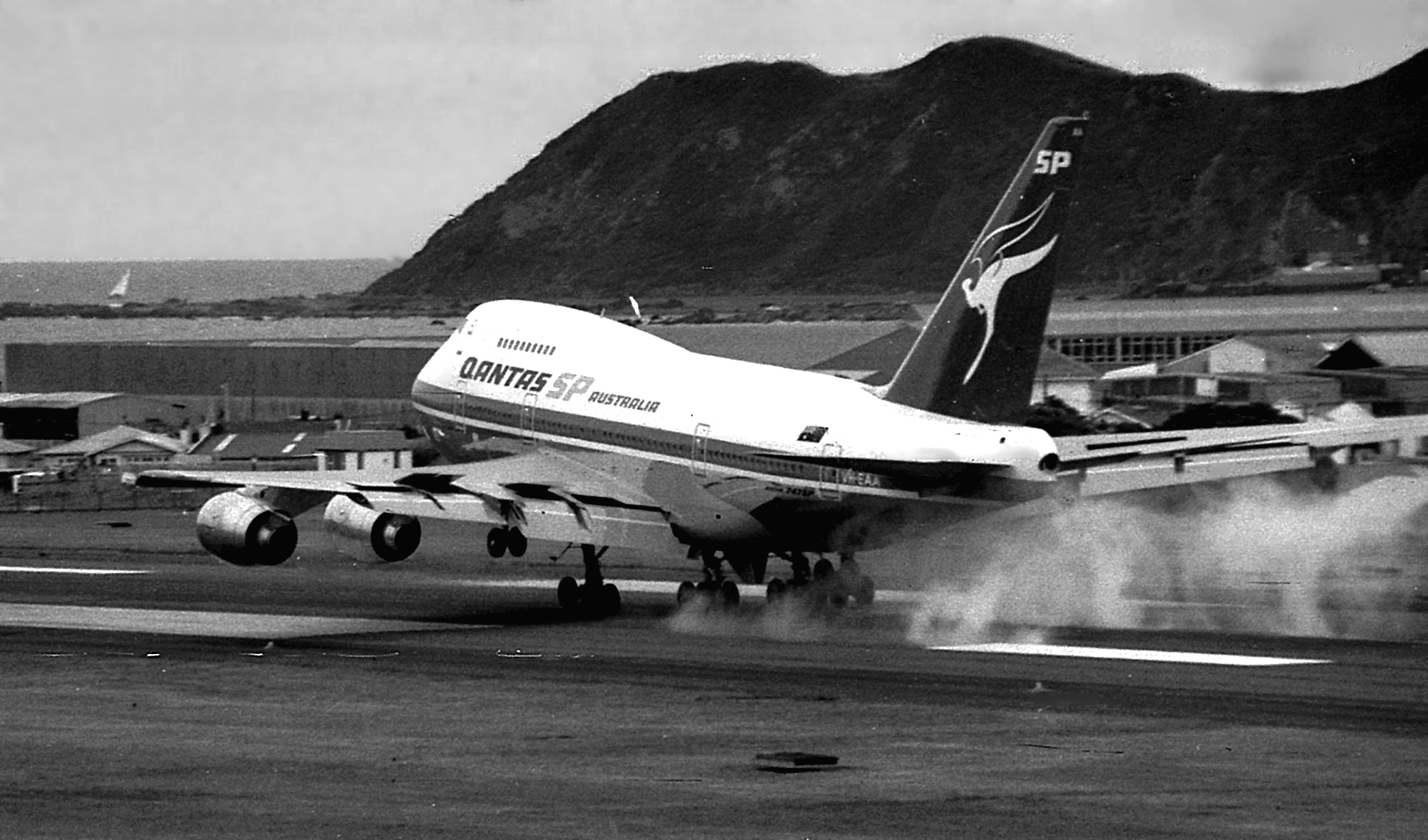
Boeing 747-SP der Qantas im Jahr 1981

Unter Mithilfe von Geschäftsführer Hudson Fysh wurde Qantas Empire Airways zwischen 1946 und 1949 verstaatlicht, die australische Regierung kaufte alle Aktien der Firma zu Marktpreisen auf. Dies ging einher mit der Zwei-Fluggesellschaften-Strategie der australischen Regierung, die zur selben Zeit den staatlichen Inlandsfluganbieter Trans Australia Airlines gründete. Hudson Fysh wurde 1947 auch Vorstandsvorsitzender und löste damit den Mitgründer McMasters ab. In dieser Zeit war Qantas die einzige große australische Passagierfluglinie, die internationale Flüge anbot. Neben den existierenden Strecken nach Singapur, Britisch-Indien und England nahm Qantas in den 1950ern auch Ziele in Südafrika, Japan und den USA auf.
1955 ging die immer noch existierende Tochterfirma Q.A.N.T.A.S. in die Insolvenz; ihr Mitgründer Fysh gab den Posten als Geschäftsführer, den er seit 1923 innehatte, ab. 1966 zog er sich auch aus dem QEA-Vorstand zurück, dessen Vorsitzender er bis dahin war.
Am 26. Juni 1959 wurde das erste Düsenflugzeug, eine 707-100 mit dem Luftfahrzeugkennzeichen VH-EBB von Boeing übernommen. Mit diesem Typ wurde am 29. Juli der Linienbetrieb auf der Strecke Sydney–Nadi–Honolulu–San Francisco aufgenommen; sieben Exemplare davon ersetzten allmählich die Lockheed Super Constellation, die seit April 1954 im Dienst war. Am 29. Juli 1961 wurde die erste von sechs Maschinen der u. a. mit stärkeren Triebwerken ausgestatteten Version 707-100B übernommen (VH-EBH).
Seit dem 1. August 1967 heißt die Firma Qantas Airways.
Die erste Boeing 747 wurde am 30. Juli 1971 geliefert; der Typ wurde auf den meisten Strecken nach Europa, Afrika und dem amerikanischen Festland geflogen.

### Entwicklung seit den 1990er Jahren
1992 übernahm Qantas den ebenfalls staatlichen Fluganbieter Australian Airlines (vormals TAA). 1993 bis 1995 wurde Qantas dann privatisiert. Jedoch ist eine nichtaustralische Beteiligung an Qantas auf 49 % des Aktienkapitals begrenzt. Nach dem Qantas Sale Act müssen Unterstützungsleistungen wie Wartung und Catering ihre Basis in Australien haben.
Am 19. September 2008 erhielt Qantas darüber hinaus ihren ersten Airbus A380-800.
Bei der Erstauslieferung mehrerer (außer der Besatzung allerdings leeren) Flugzeuge wurden Nonstop-Streckenrekorde aufgestellt: 1989 mit einer Boeing 747-400 von London nach Sydney; einige Jahre später mit einem Airbus A330-200 von Toulouse nach Melbourne (Rekord für zweistrahlige Flugzeuge).
Seit November 2006 versucht Airline Partners Australia unter Führung der australischen Investmentbank Macquarie Bank und unter Beteiligung amerikanischer und kanadischer Investoren u. a. TPG Capital, Qantas Airways zu übernehmen.
Im Juli 2007 präsentierte Qantas erstmals ein Flugzeug mit dem neuen Logo auf dem Seitenleitwerk. Das Känguru wurde gegenüber der vorherigen Version leicht modifiziert und etwas schlanker und dynamischer gestaltet. Auch die Schriftart des Qantas-Schriftzugs wurde leicht verändert. In Australien traf die Veränderung auf geteiltes Echo. Es handelt sich um die vierte Veränderung des Känguru-Logos seit seiner Einführung 1944.
Aufgrund einer Reihe glimpflich verlaufener Zwischenfälle 2008 ordnete die australische Flugsicherheitsbehörde eine umfassende Überprüfung der Qantas Airways an und stellte ernsthafte Mängel bei den Wartungsabläufen fest.

### Entwicklung seit 2010
Am 16. August 2011 bestellte die Qantas Group bei Airbus 110 Flugzeuge der A320-Familie mit 194 Optionen. Diese beinhalten 78 A320neo sowie 32 A320-200. Die Flugzeuge kommen sowohl bei Qantas Airways als auch bei Jetstar Airways zum Einsatz, zudem soll eine neue Premium-Fluggesellschaft gegründet werden. Im Juli 2014 wurde die Bestellung der A320 auf 99 Flugzeuge aufgestockt. Außerdem wurden 45 Bestellungen auf A321neo umgewandelt.
Am 29. Oktober 2011 stellte Qantas vorübergehend den gesamten Flugbetrieb ein und ließ alle 108 Maschinen aufgrund von Streitigkeiten mit der Pilotengewerkschaft am Boden. Die Flüge der (Regional-)Töchter waren davon nicht betroffen. Auf Anordnung eines australischen Schiedsgerichts musste der Flugbetrieb wieder aufgenommen werden. Betroffen von der Einstellung des Flugbetriebes waren ca. 70.000 Passagiere und 500 Flüge.
Im Juli 2012 wurde eine Kooperation zwischen Qantas und Emirates bekannt. In Europa sollte nur noch London Heathrow von Qantas bedient werden, Frankfurt sollte mit Emirates via Dubai an Sydney angebunden werden. Durch die Kooperation würde sich das Streckennetz um etwa 40 Ziele vergrößern.
Für das im Juni 2013 abgeschlossene Geschäftsjahr verzeichnete Qantas erstmals wieder einen Gewinn von vier Millionen US-Dollar.
Ende 2016 stellte Qantas ein neues Farbschema vor, welche bis 2020 die alte Bemalung auf allen Flugzeugen ersetzen soll.
Am 25. März 2018 wurde erstmals eine Direktverbindung zwischen Europa und Australien aufgenommen. Die Verbindung mit der Flugnummer QF9 (bzw. auf dem Rückflug QF10) mit einer Boeing 787-9 verbindet die Flughäfen Perth und London Heathrow in 17 Stunden Flugzeit und einer Flugstrecke von etwa 14.500 km.
Im März 2020 stellte Qantas vorübergehend alle internationalen Flüge auf Grund der weltweiten COVID-19-Pandemie und damit verbundenen Flugeinschränkungen ein. Die Airline folgte damit den Empfehlungen der australischen Regierung. Im gleichen Monat führte Qantas erstmals reguläre Direktflüge mit einem Airbus A380 zwischen Australien (Darwin) und London Heathrow durch, da ein Auftanken in Singapur oder Dubai nicht mehr möglich war. Die 14.700 Kilometer lange Strecke ab Darwin wurde nonstop in 16 Stunden und 22 Minuten zurückgelegt.
Qantas kündigte an, bis März 2021 alle Flugbuchungen aufgrund der Corona-Pandemie abzuweisen. Ausgenommen waren Flüge nach Neuseeland und Codeshare-Flüge von Partnerairlines.
Qantas hatte in der Corona-Pandemie 1.800 Mitarbeitern entlassen und an externe Dienstleister ausgelagert. Dafür wurden sie Mitte 2025 zu einer Strafe von 90 Millionen Australische Dollar (umgerechnet etwa 50 Millionen Euro) verurteilt. Richter Lee begründete das mit: „Jemandem illegal die Arbeit zu entziehen, bedeutet, ihm einen Teil seiner Menschenwürde zu nehmen, und dieser Verlust lässt sich nicht durch bloßes mündliches Bedauern lindern“. Zuvor war den betroffenen Mitarbeitern bereits 120 Millionen Australische Dollar Entschädigung zugesprochen worden.

## Flugziele

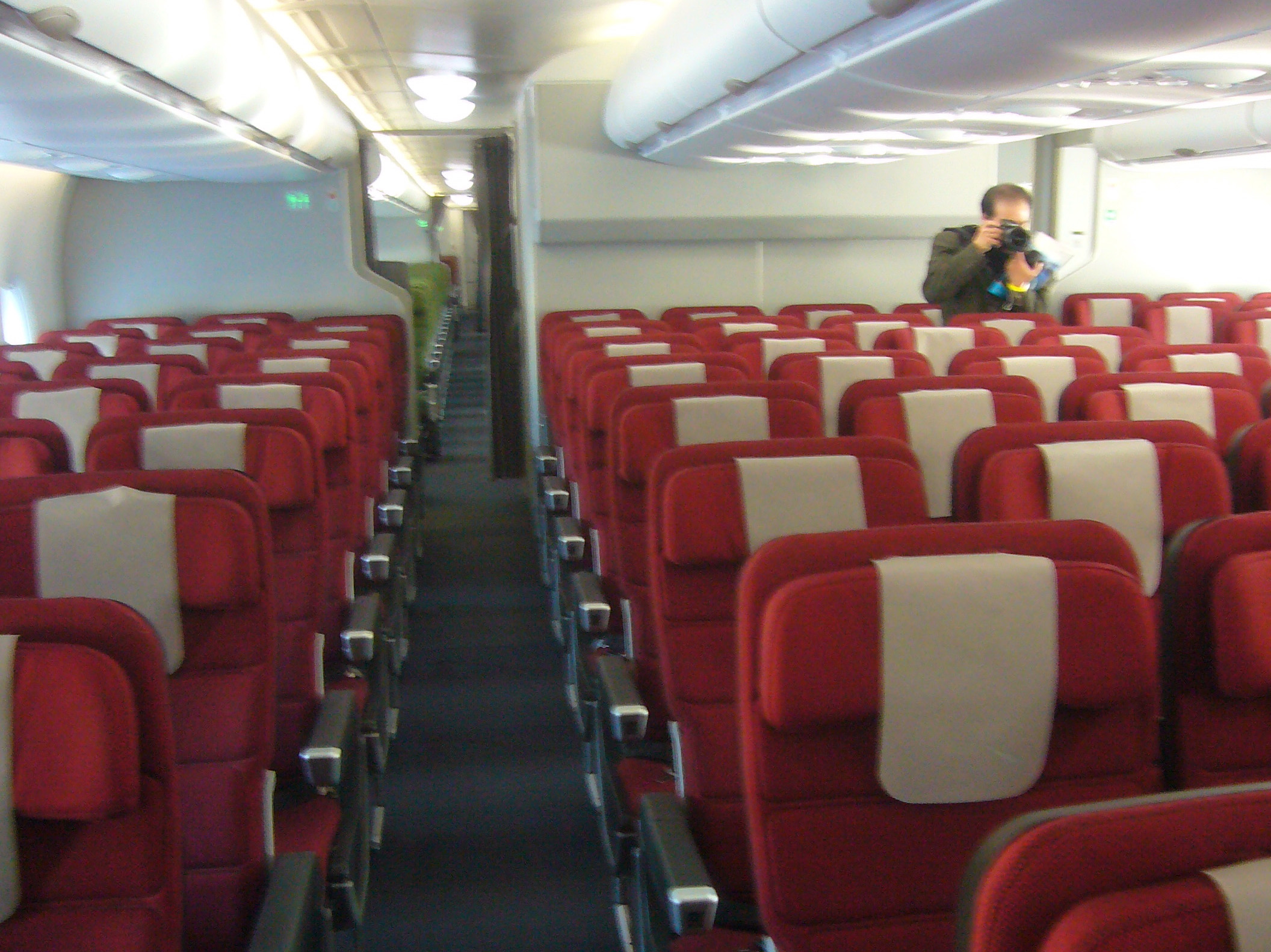
Economy-Klasse an Bord eines Airbus A380-800 der Qantas im Jahr 2009

Qantas’ internationales Netzwerk besteht vor allem aus Strecken nach Neuseeland und Asien. Des Weiteren werden Ziele in Nord- und Südamerika sowie Afrika angeflogen. In Europa werden London, Rom und Paris nonstop ab Perth bedient.  Qantas hatte früher einmal den längsten Nonstopflug der Welt nach Dallas-Ft. Worth, wurde dann aber von Singapur Airlines von Singapur-New York abgelöst. Es gibt aber mit dem Project Sunrise Pläne für Flüge nach Südamerika, New York, Afrika und Europa von den Drehkreuzen von Qantas. Diese Ultralangstreckenflüge sollen auch in den beiden untersten Klassen, der Economy und Premium-Economy erträglich gestaltet werden. So sollen in der Airbus A350-1000ULR (Ultra Long Range), die Ende 2025 von Sydney aus New York und London bedient, nur 238 Sitze anstelle der üblichen 300 eingesetzt werden mit einem Abstand von 83,8 Zentimeter zwischen den Sitzen in der Economy (anstelle des vorgeschriebenen Minimums von 71,1 Zentimeter) und 101,6 Zentimeter in der Premium-Economy und einem Bereich für die beiden untersten Klassen ohne Sitze, wo die Passagiere sich auch bewegen und erfrischen können.

## Flotte

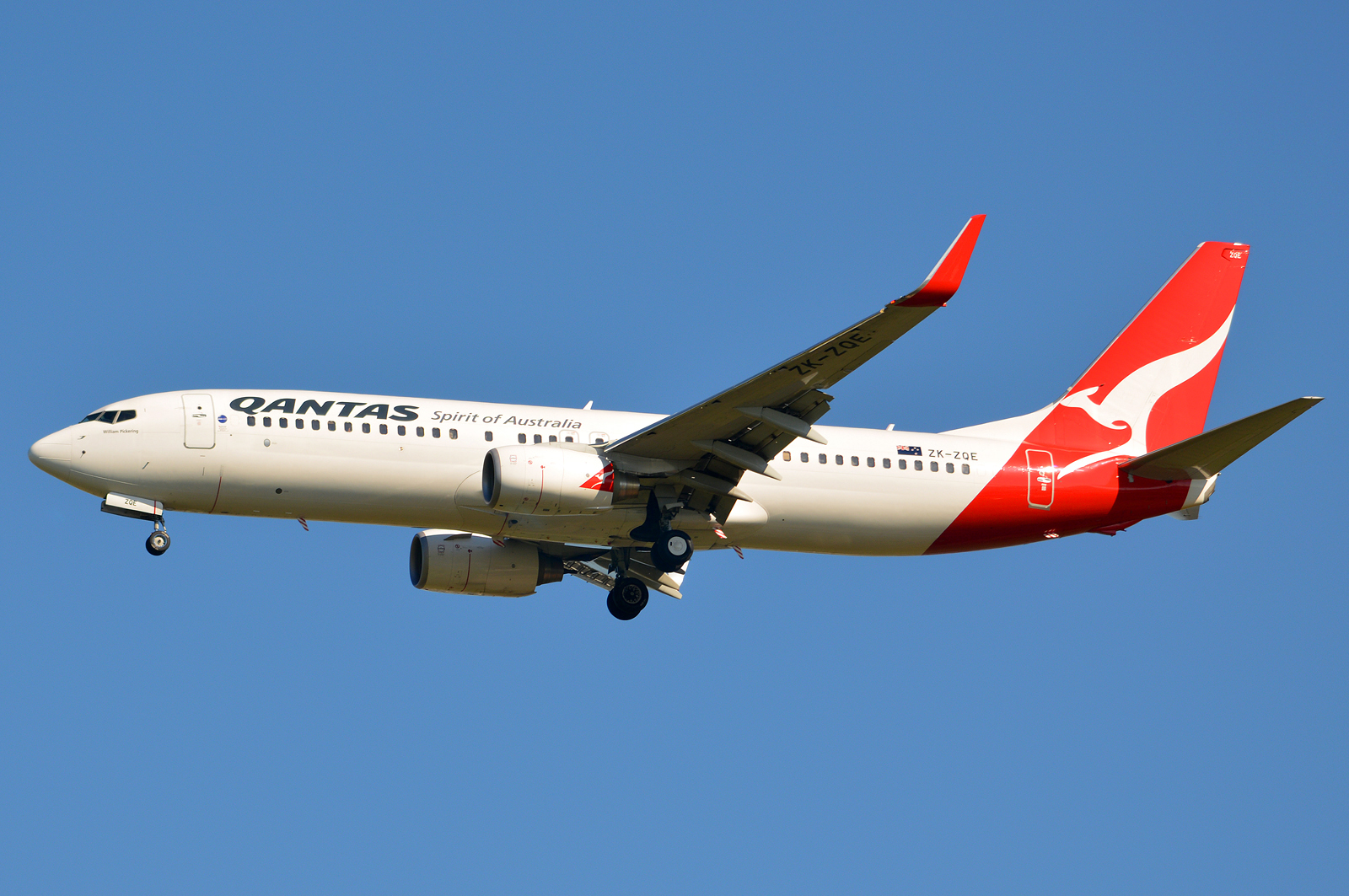
Boeing 737-800 der Qantas

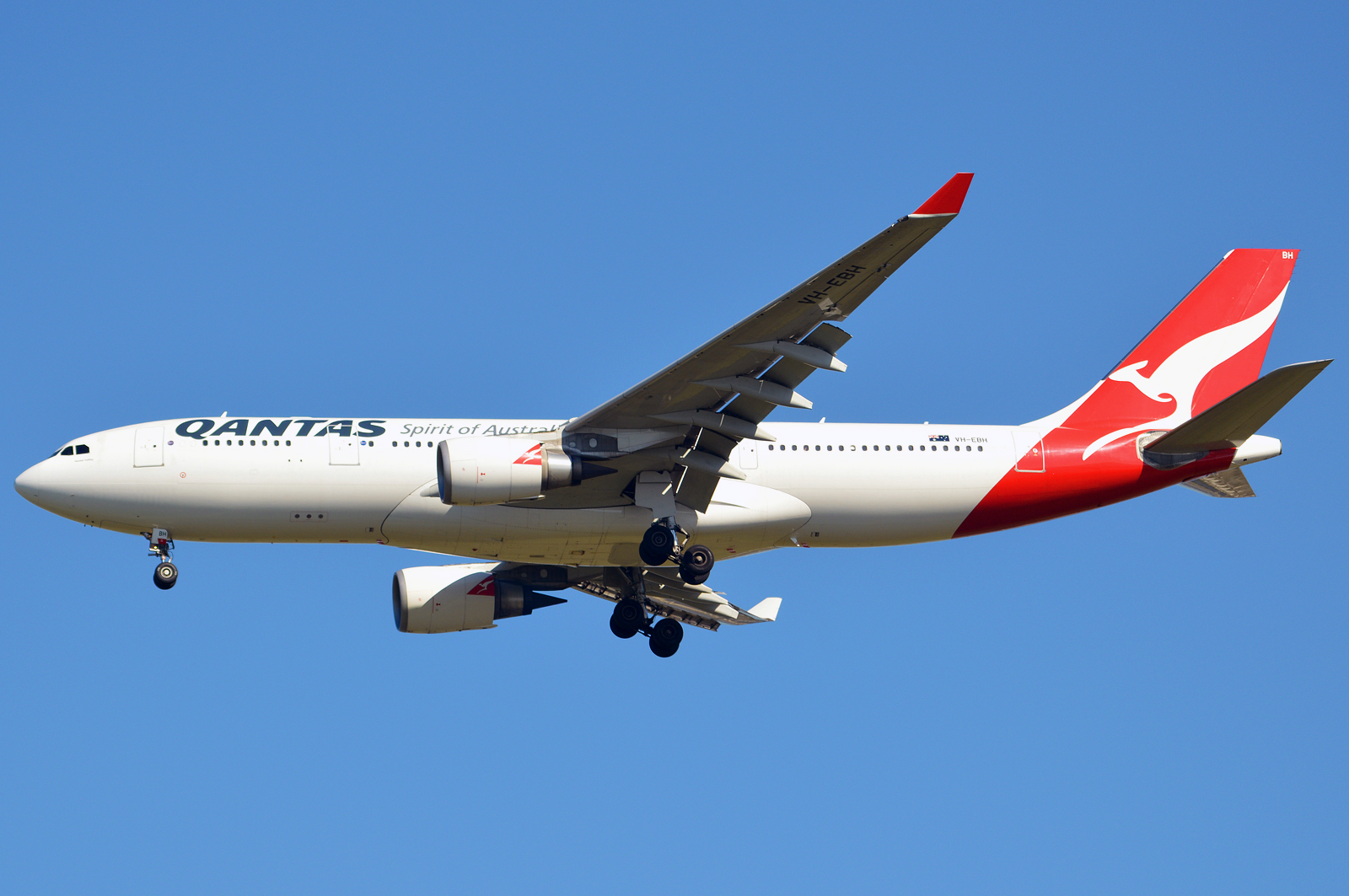
Airbus A330-200 der Qantas

### Aktuelle Flotte
Mit Stand April 2025 besteht die Flotte der Qantas aus 125 Flugzeugen mit einem Durchschnittsalter von 16,0 Jahren:
| Flugzeugtyp         | Anzahl | bestellt | Anmerkungen | Sitzplätze (First/Business/Eco+/Eco)  | Durchschnittsalter |
| ------------------- | ------ | -------- | --- | ------------------------------------- | ------------------ |
| Airbus A320neo      | 0      | 045      | Bestellungen der Qantas Group | - offen -                             |                    |
| Airbus A321neo      | 0      | 036      | Bestellungen der Qantas Group | - offen -                             |                    |
| Airbus A321XLR      | 0      | 036      | | 197 (-/20/-177)                       |                    |
| Airbus A330-200     | 016    | 0        | je einer inaktiv | 255 (-/27/-/228) 271 (-/28/-/243)     | 16,9 Jahre         |
| Airbus A330-300     | 010    | 0        | je einer inaktiv | 297 (-/28/-/269)                      | 20,7 Jahre         |
| Airbus A350-1000ULR | 0      | 024      | zwölf Stück sollen ab Mitte 2026 für das Projekt „Sunrise“ auf ersten Non-Stop-Routen von Sydney nach London und New York eingesetzt werden. Weitere zwölf ersetzen ab 2027 den Airbus A330. Es bestehen Optionen für weitere Maschinen, welche den A380 ab 2032 ersetzen sollen. | 238 (6/52/40/140)                     |                    |
| Airbus A380-800     | 010    | 0        | drei inaktiv | 484 (14/64/35/371) 485 (14/70/60/341) | 15,6 Jahre         |
| Boeing 737-800      | 075    | 0        | mit Winglets ausgestattet; vier inaktiv | 174 (-/12/-/162)                      | 17,0 Jahre         |
| Boeing 787-9        | 014    | 04       | + 15 Optionen; vier weitere Maschinen ersetzen ab 2027 den A330 | 236 (-/42/28/166)                     | 06,1 Jahre         |
| Boeing 787-10       | 0      | 08       | Ersetzen ab 2027 den A330 | - offen -                             |                    |
| Gesamt              | 125    | 153      | |                                       | 16,0 Jahre         |

Weitere Flugzeuge werden im Verbund QantasLink sowie von den Tochtergesellschaften Qantas Freight und Jetstar Airways betrieben.

### Ehemalige Flotte

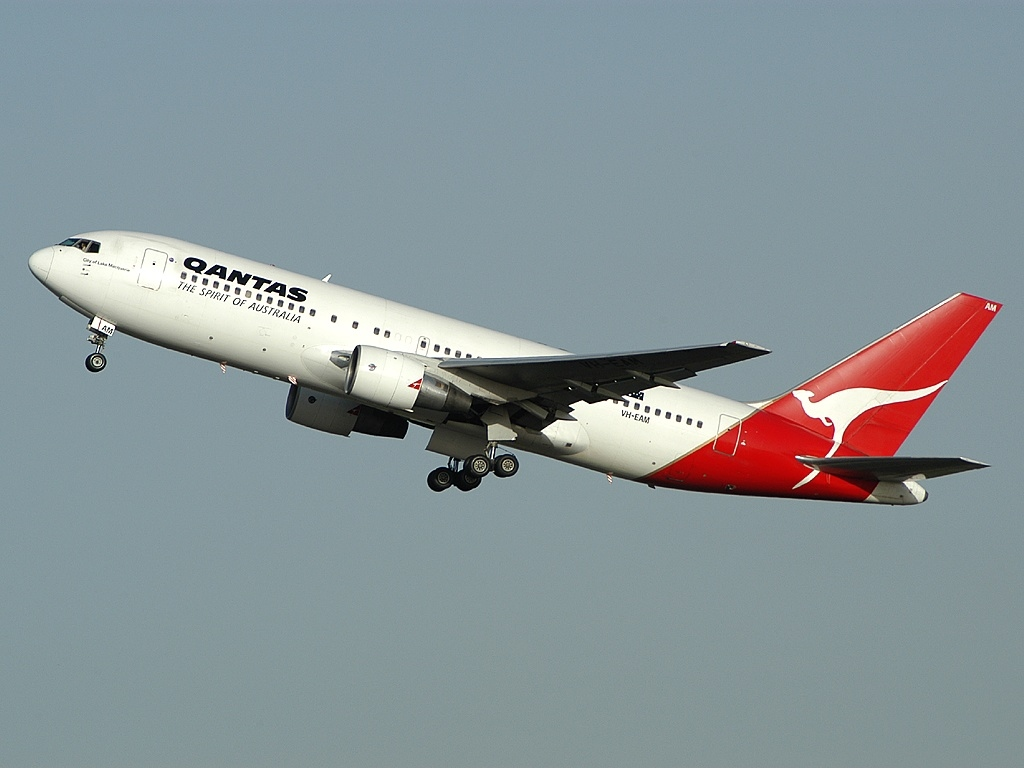
Boeing 767-200ER der Qantas im Jahr 2003

In der Vergangenheit setzte Qantas unter anderem folgende Flugzeugtypen ein:
| - Airbus A300B4-200 - Avro 504K - Avro 547 - Avro 691 Lancastrian - Boeing 707-100(B)/300 - Boeing 737-300/400 - Boeing 747-100/200/300/SP - Boeing 747-400ER - Boeing 767-200ER/300ER | - De Havilland Australia DHA-3 - De Havilland DH.86 Express - Douglas DC-4 - Hawker Siddeley HS.125 - Lockheed Super Constellation - Lockheed Modell 10 - Royal Aircraft Factory B.E.2e - Short S.23 |

### Aktuelle Sonderbemalungen
| Flugzeugtyp             | Luftfahrzeugkennzeichen | Anmerkungen           | Zeitraum                                          | Bild |
| ----------------------- | ----------------------- | --------------------- | ------------------------------------------------- | --- |
| Airbus A330-200         | VH-EBL                  | „Pride is in the air“ | seit Februar 2023                                 | Bild gesucht Die Wikipedia wünscht sich an dieser Stelle ein Bild. Weitere Infos zum Motiv findest du vielleicht auf der Diskussionsseite . Falls du dabei helfen möchtest, erklärt die Anleitung , wie das geht. |
| Airbus A330-200         | VH-EBN VH-EBV           | „oneworld“            | VH-EBN: seit Juni 2024 VH-EBV: seit November 2012 | |
| Boeing 737-800          | VH-XZJ                  | „Mendoowoorrji“       | seit November 2013                                | |
| Boeing 737-800          | VH-XZP                  | „Retro“               | seit November 2014                                | |
| Boeing 787-9 Dreamliner | VH-ZND                  | „Yam Dreaming“        | seit Februar 2018                                 | |
| Boeing 787-9 Dreamliner | VH-ZNJ                  | „100th Anniversary“   | seit November 2019                                | |

### Ehemalige Sonderbemalungen
| Flugzeugtyp             | Luftfahrzeugkennzeichen | Anmerkungen                                 | Zeitraum                                                           | Bild |
| ----------------------- | ----------------------- | ------------------------------------------- | ------------------------------------------------------------------ | --- |
| Airbus A330-200         | VH-QPJ                  | „oneworld“                                  | März 2009 bis November 2011                                        | |
| Airbus A330-300         | VH-QPA                  | „80th Anniversary of international flights“ | April bis Juni 2015                                                | Bild gesucht Die Wikipedia wünscht sich an dieser Stelle ein Bild. Weitere Infos zum Motiv findest du vielleicht auf der Diskussionsseite . Falls du dabei helfen möchtest, erklärt die Anleitung , wie das geht. |
| Airbus A330-300         | VH-QPJ                  | „Rainbow Roo“                               | Februar 2017 bis Mai 2018                                          | |
| Airbus A380-800         | VH-OQH                  | „Go Wallabies“                              | Juli 2015 bis November 2016                                        | |
| Boeing 737-800          | VH-VXA                  | „Cricket Australia“                         | November 2013 bis Februar 2014                                     | Bild gesucht Die Wikipedia wünscht sich an dieser Stelle ein Bild. Weitere Infos zum Motiv findest du vielleicht auf der Diskussionsseite . Falls du dabei helfen möchtest, erklärt die Anleitung , wie das geht. |
| Boeing 737-800          | VH-VXA                  | „Yes23“                                     | August bis Oktober 2023                                            | Bild gesucht Die Wikipedia wünscht sich an dieser Stelle ein Bild. Weitere Infos zum Motiv findest du vielleicht auf der Diskussionsseite . Falls du dabei helfen möchtest, erklärt die Anleitung , wie das geht. |
| Boeing 737-800          | VH-VXB                  | „Yananyi Dreaming“                          | Januar 2002 bis August 2014                                        | |
| Boeing 737-800          | VH-VXG                  | „Bring It On“                               | Februar bis Oktober 2013                                           | Bild gesucht Die Wikipedia wünscht sich an dieser Stelle ein Bild. Weitere Infos zum Motiv findest du vielleicht auf der Diskussionsseite . Falls du dabei helfen möchtest, erklärt die Anleitung , wie das geht. |
| Boeing 737-800          | VH-VXQ                  | „Retro“                                     | November 2015 bis Oktober 2024                                     | |
| Boeing 737-800          | VH-VYE                  | „Melbourne Commonwealth Games 2006“         | Mai 2005 bis April 2006                                            | |
| Boeing 737-800          | VH-VZD                  | „Optus Frequent Flyer Program“              | September 2011 bis Mai 2013                                        | |
| Boeing 737-800          | VH-VZO                  | „Prostate Cancer Foundation of Australia“   | Juli 2011 bis März 2016                                            | |
| Boeing 737-800          | VH-XZA                  | „You're the reason we fly“                  | September 2012 bis Juni 2013                                       | |
| Boeing 747-300          | VH-EBU                  | „Nalanji Dreaming“                          | November 1995 bis Februar 2005                                     | |
| Boeing 747-400          | VH-OEB VH-OJU           | „oneworld“                                  | VH-OEB: Februar 2009 bis März 2010 VH-OJU: Juni 2010 bis Juli 2012 | |
| Boeing 747-400          | VH-OEB                  | „Come Play!“                                | März 2010 bis Februar 2011                                         | Bild gesucht Die Wikipedia wünscht sich an dieser Stelle ein Bild. Weitere Infos zum Motiv findest du vielleicht auf der Diskussionsseite . Falls du dabei helfen möchtest, erklärt die Anleitung , wie das geht. |
| Boeing 747-400          | VH-OEB                  | „Grand Prix 2011“                           | Februar 2011 bis Juli 2013                                         | |
| Boeing 747-400          | VH-OJB                  | „Wunala Dreaming“                           | September 1994 bis März 2003                                       | |
| Boeing 747-400          | VH-OJC                  | „2000 Australian Grand Prix“                | Januar 2000 bis März 2003                                          | |
| Boeing 747-400          | VH-OJO                  | „Wallabies“                                 | Juli 2011 bis März 2012                                            | |
| Boeing 747-400          | VH-OJS                  | „Socceroos“                                 | Juli 2011 bis März 2012                                            | |
| Boeing 747-400          | VH-OJU                  | „Spirit of the Olympic Team“                | Juli 2012 bis Mai 2014                                             | |
| Boeing 747-400ER        | VH-OEF                  | „oneworld“                                  | August 2012 bis Februar 2020                                       | |
| Boeing 747-400ER        | VH-OEI                  | „Go Wallabies“                              | September 2019 bis Januar 2020                                     | Bild gesucht Die Wikipedia wünscht sich an dieser Stelle ein Bild. Weitere Infos zum Motiv findest du vielleicht auf der Diskussionsseite . Falls du dabei helfen möchtest, erklärt die Anleitung , wie das geht. |
| Boeing 747-400ER        | VH-OEJ                  | „Wunala Dreaming“                           | Juli 2003 bis Januar 2012                                          | |
| Boeing 747-400ER        | VH-OEJ                  | „Spirit of the Australian Team“             | August 2016 bis Mai 2017                                           | |
| Boeing 767-300ER        | VH-OGG                  | „Disney's Planes“                           | September 2013 bis Juli 2014                                       | |
| Boeing 767-300ER        | VH-ZXB                  | „Socceroos“                                 | März bis Juli 2006                                                 | |
| Boeing 787-9 Dreamliner | VH-ZNH                  | „Go Australia“                              | Juni bis November 2024                                             | Bild gesucht Die Wikipedia wünscht sich an dieser Stelle ein Bild. Weitere Infos zum Motiv findest du vielleicht auf der Diskussionsseite . Falls du dabei helfen möchtest, erklärt die Anleitung , wie das geht. |

## Qantas Founders Museum

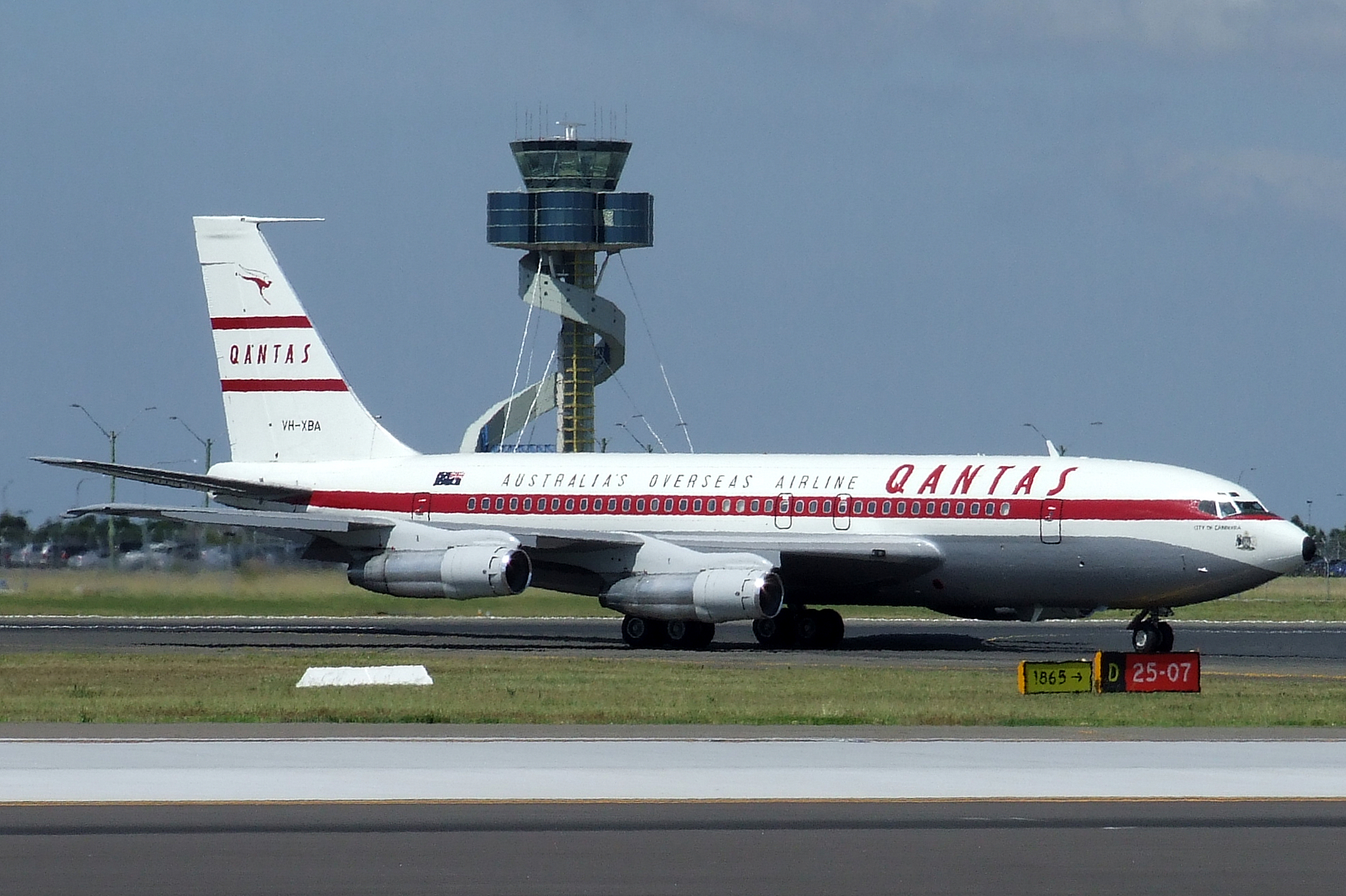
Boeing 707-100 der Qantas

Auf dem Gelände des Flughafens von Longreach, der von 1921 bis 1929 Hauptsitz der Qantas war, befindet sich heute das Qantas Founders Outback Museum mit Informationen über die Anfänge der Luftfahrt in Australien und zahlreichen Ausstellungsstücken, darunter die Boeing 747-200B mit dem Luftfahrzeugkennzeichen VH-EBQ, eine Schenkung der Qantas im Jahr 2002. Das Flugzeug sollte eigentlich ausgemustert werden und auf einem Flugzeugfriedhof enden. Um auf der Landebahn des Longreach Airports landen zu können, die eigentlich nur für Kleinflugzeuge gebaut wurde, wurden alle Sitze, die Innenverkleidung und jeglicher Ballast ausgebaut und das Flugzeug mit gerade ausreichend Kerosin betankt, um die Strecke von Brisbane nach Longreach (ca. 1000 km) zurückzulegen. Alle ausgebauten Teile wurden per Lkw nach Longreach transportiert. Die Reparatur der Landebahn wurde mit dem Verkauf des restlichen Kerosins finanziert. Des Weiteren wurde die Ausstellung um die im Jahr 1957 gebaute Boeing 707-100 mit dem Luftfahrzeugkennzeichen VH-XBA erweitert. Sie war die 29. produzierte und – obwohl erst als zweite geliefert – die erste 707 im aktiven Liniendienst der Qantas mit dem damaligen Luftfahrzeugkennzeichen VH-EBA und ist weltweit die älteste einsatzfähige Maschine dieses Typs. Sie wurde bis Ende 2006 in der Werft des englischen Flughafens Southend-on-Sea vollständig restauriert, nachdem sie dort rund sieben Jahre eingelagert gewesen war.

## Zwischenfälle
Qantas ist die älteste große Fluggesellschaft, bei der es noch nie einen Absturz eines Strahlflugzeuges mit Todesopfern gab. Im Zeitraum 1927 bis 1951 kam es jedoch zu neun Unfällen mit Propellerflugzeugen, bei denen Tote zu beklagen waren.
- Am 15. November 1934 stürzte eine De Havilland DH.86 Express der Qantas mit dem Luftfahrzeugkennzeichen VH-USG nahe Ilfracombe (Queensland) ab. Das Flugzeug befand sich auf seinem Auslieferungsflug aus England. Alle vier Insassen starben.[41]

- Am 30. Januar 1942 wurde eine Short S.23 der Qantas (G-AEUH) mit 18 Personen an Bord von japanischen Kampfflugzeugen abgeschossen. 13 Insassen starben bei dem Zwischenfall.[42]

- Am 20. Februar 1942 kollidierte eine De Havilland DH.86 Express der Qantas (VH-USE) auf dem Weg von Brisbane nach Mount Isa mit Mount Petrie. Alle neun Insassen starben.[43]

- Am 22. Februar 1943 stürzte eine Short S.23 Empire Flying Boat Mk I der Qantas (VH-ADU) nahe Port Moresby ab. Aufgrund schlechter Wetterbedingungen und Treibstoffmangels versuchte die Besatzung eine Landung auf offener See. Von den 31 Insassen kamen zwei ums Leben, beide Crewmitglieder.[44]

- Am 26. November 1943 kollidierte eine Lockheed C-56B-LO Lodestar der Qantas (VH-CAB) nahe Port Moresby mit einem Berg. Alle 15 Insassen starben.[45]

- Am 11. Oktober 1944 stürzte eine Short S.23 Empire Flying Boat Mk I der Qantas (VH-ABB) nahe Sydney ab. Das Flugzeug war zunächst in Sydney gestartet, wollte allerdings aufgrund technischer Probleme zum Ausgangsflughafen zurückkehren. Von den 29 Insassen kam ein Passagier ums Leben.[46]

- Am 23. März 1946 verschwand eine Avro Lancastrian C.1 der Qantas Airways, geleast von British Overseas Airways Corporation (BOAC) (G-AGLX) auf dem Flug vom Militärflugplatz RAF Negombo (Britisch-Ceylon) zum Flugplatz Cocos (Keeling) Islands (Kokosinseln). Das Flugzeug war auf dem Weg vom Vereinigten Königreich nach Perth (Australien). Der Punkt, von dem die Lancastrian sich zuletzt gemeldet hatte, lag nördlich der Cocos-Inseln in einem intertropischen Gebiet, in dem die Wetterfront wahrscheinlich auf der gesamten Strecke am schlimmsten war. Alle 10 Insassen, vier Besatzungsmitglieder und 6 Passagiere, werden bis heute vermisst.[47]

- Am 7. April 1949 wurde eine Avro Lancastrian C.1 der Qantas Airways (VH-EAS) während des Flugtrainings bei einem Landeunfall auf dem Flughafen Dubbo (Australien) zerstört. Zum Zeitpunkt des Unfalls führte ein Pilot eine Landung ohne Landeklappen durch. Da das Flugzeug nicht auf der Landebahn zum Stehen kam, versuchte er, einen Ringelpiez in der südöstlichen Ecke des Flugplatzes durchzuführen. Das linke Rad gab nach, wodurch die linke Tragfläche den Boden berührte. Die Tragfläche brach, wodurch sich ausgelaufener Treibstoff entzündete. Das Feuer zerstörte das Flugzeug. Alle acht Besatzungsmitglieder überlebten den Unfall.[48]

- Am 16. Juli 1951 stürzte eine de Havilland Australia DHA-3 Drover (Luftfahrzeugkennzeichen VH-EBQ) ab; dabei kamen sieben Personen ums Leben.[49]

- Am 17. November 1951 wurde eine Avro Lancastrian 3 der Qantas Airways (VH-EAV) beim Start vom Flughafen Sydney-Mascot (Australien) irreparabel beschädigt. Über Personenschäden ist nichts bekannt, es gab jedoch keine Todesfälle.[50]

- Am 24. August 1960 fiel bei einer Lockheed L-1049G Super Constellation der Qantas (VH-EAC) während des Startlaufs auf dem Flughafen Mauritius ein Triebwerk aus. Beim folgenden Startabbruch gelang es nicht, das Flugzeug rechtzeitig zum Stillstand zu bringen; es überrollte das Startbahnende mit einer Geschwindigkeit von 40 Knoten. Die Maschine sprang über eine Böschung, krachte in eine tiefe Rinne und fing Feuer. Alle 50 Insassen, 12 Besatzungsmitglieder und 38 Passagiere, überlebten den Totalschaden.[51]

- Am 23. September 1999 kam es bei Qantas-Flug 1 (QF-1, QFA1), einer Boeing 747-400 (VH-OJH) zu einem Landebahnüberlauf bei Starkregen und schlechter Sicht. Das Flugzeug kam mit eingeklappten Bugfahrwerk auf einer Wiese hinter der Landebahn zum Stehen. Der Schaden an Rumpf, Fahrwerken, Elektronik und Triebwerken wurde auf unter $100 Millionen Dollar von Qantas beziffert. Das Flugzeug wurde repariert.[52]

- Am 25. Juli 2008 musste eine von Hongkong nach Melbourne aufgebrochene Boeing 747-400 (Luftfahrzeugkennzeichen VH-OJK) auf den Philippinen notlanden, nachdem ein geborstener Sauerstofftank ein acht Quadratmeter großes Loch in den Rumpf gerissen hatte.[53]

- Am 7. Oktober 2008 war ein Airbus A330-300 mit dem Luftfahrzeugkennzeichen VH-QPA als Qantas-Flug 72 unterwegs vom Singapore Changi Airport zum Flughafen Perth (Western Australia), als es zum zweimaligen starken Höhenverlust kam, weil die Höhenruder ohne Zutun der Piloten die Maschine abrupt nach unten steuerten. Dadurch wurden etliche Passagiere und Mitglieder der Crew zum Teil stark verletzt. Die Piloten bekamen das Flugzeug wieder unter Kontrolle und notlandeten auf dem Luftwaffenstützpunkt der RAAF Base Learmonth.[54] Erste Untersuchungen ergaben Fehler im Zusammenhang mit dem Trägheitsnavigationssystem, das fehlerhafte Daten an andere Komponenten gesendet hatte, als die wahrscheinlichste Ursache der Fehlfunktion. Dieses signalisierte starken Steigflug, was zu entsprechender Gegenreaktion des Flugkontrollsystems führte bis einem maximalen Winkel von 8,5 Grad nach unten.[55][56]

- Am 4. November 2010 musste ein Airbus A380-800 mit dem Luftfahrzeugkennzeichen VH-OQA und dem Taufnamen Nancy Bird-Walton auf Qantas-Flug 32 von London nach Sydney auf dem Flughafen Singapur notlanden, nachdem es zu einem schweren Schaden am Triebwerk 2 (einem uncontained engine failure) gekommen war. Die Maschine wurde durch umherfliegende Teile des Triebwerks strukturell schwer beschädigt, es gab keine Verletzten. An Bord befanden sich 440 Passagiere und 26 Crew-Mitglieder. Bis zur Klärung des Zwischenfalls stellte Qantas alle Flüge mit der A380 ein.[57][58] Im Dezember 2010 reichte sie Klage gegen den Triebwerkshersteller Rolls-Royce ein.[59] Der Airbus A380-800 konnte den Flugbetrieb am 21. April 2012 wieder aufnehmen.[60]

## Trivia

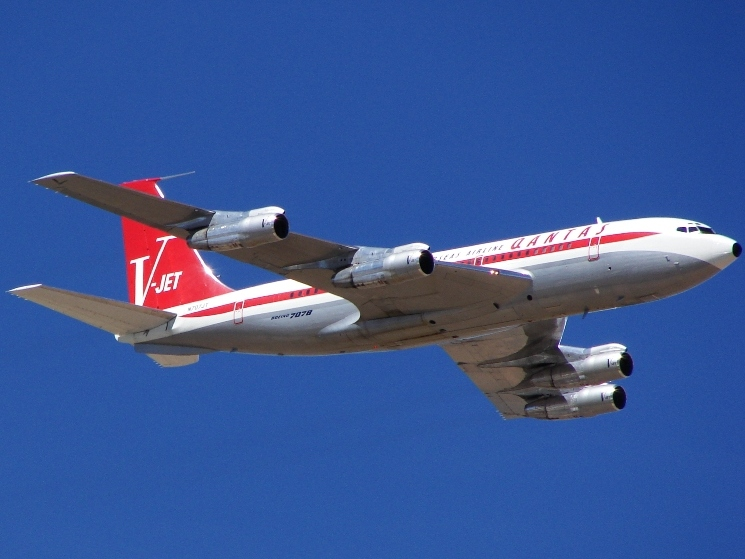
John Travoltas Boeing 707-100B in Qantas-Bemalung der 1960er Jahre

- Mit dem Luftfahrzeugkennzeichen VH-EBA wurde bei mehreren neu bei Qantas in Dienst gestellten Flugzeugtypen das jeweils erste Exemplar versehen. So war obengenannte 707-100 damit gekennzeichnet, die erste Boeing 747 (eine 747-200B, Erstflug 30. Juli 1971) sowie der erste Airbus, hier eine A330-200, der nach der Ausmusterung im Dienst der Qantas-Tochter Jetstar Airways mit deren Bemalung stand.[61]
- US-Schauspieler John Travolta kaufte 1998 eine ausrangierte Boeing 707-138B, die erstmals 1964 mit der Kennung VH-EBM bei Qantas registriert wurde. Die Maschine wurde in Southend-on-Sea restauriert und in den zeitgenössischen Farben von Qantas lackiert. Auf Grund einer Vereinbarung mit Qantas war er als Werbe- und Markenbotschafter für das Unternehmen im Einsatz. Das Flugzeug trug das Luftfahrzeugkennzeichen N707XX, später bis 2017 N707JT und wurde auf den Namen „Jett Clipper Ella“ getauft. Die Maschine wurde von Travolta im Juni 2017 an die Historical Aircraft Restoration Society (HARS) auf dem Illawarra Airport in Wollongong, New South Wales (Australien) gespendet und nach einer Überholung zum Flug nach Australien in Brunswick (Georgia) bei Stambaugh Aviation Inc vorbereitet.[62][63]
- Qantas hat bei Boeing den Kunden-Code 38. Das bedeutet, dass beispielsweise eine von Qantas neu ab Werk erworbene Boeing 747-400 offiziell die Bezeichnung Boeing 747-438 besitzt. Diese Bezeichnung wird auch beim Weiterverkauf beibehalten, sodass anhand der letzten beiden Stellen der Typbezeichnung bei jeder Boeing der Erstkunde dieses Flugzeugs feststellbar bleibt.
- In dem Film Rain Man (1988) weigert sich Raymond Babbitt (Dustin Hoffman), mit einer anderen Fluglinie als Qantas zu fliegen, da von dieser Gesellschaft noch nie eine Maschine abgestürzt sei.[64]
- Qantas ist Sponsor der australischen Fußballnationalmannschaft („Qantas Socceroos“).
- Die australischen Paläontologen Thomas H. Rich und Patricia Vickers-Rich benannten 1999 den Dinosaurier Qantassaurus nach der Fluggesellschaft.
- Eine gemeinsame Bestimmung von Qantas und Air New Zealand, nach der Männer nicht neben alleine reisenden Kindern im Flugzeug sitzen dürfen, sorgte im August 2012 wegen des damit einhergehenden Generalverdachts der Pädophilie gegen Männer für öffentliche Aufmerksamkeit.[65]
- Eine der längsten Linienflugstrecken der Welt ist die von Sydney nach Dallas, die nonstop mit dem Airbus A380-800 bedient wird. Die Flugzeit beträgt etwa 15 Stunden und 30 Minuten und in Gegenrichtung knapp 17 Stunden bei einer Länge von 13.804 Kilometern.